# Ecnomus helakanda
Ecnomus helakanda là một loài Trichoptera trong họ Ecnomidae. Chúng phân bố ở vùng Indomalaya.